# Масонология
Масонология — дисциплина, которая изучает масонство методами научного исследования.

## Определение
Масонология может быть определена как наука о масонстве. На самом деле, она направлена не только на изучение масонства в его историческом аспекте, но также изучает его влияние в литературе, философии и социологии. Она также изучает, но в меньшей степени, его политические, правовые, психологические, экономические стороны, геральдику, нумизматику, музыковедение, антропологию и социальную и культурную истории искусства. Тем не менее, аспекты семиотические, психоаналитические или этнопсихологические всё еще остаются не до конца изученными.

## Трудности
С ростом масонологии, в частности во Франции, между противниками и сторонниками масонов давно идут споры о роли масонов во власти. Эти два противоборствующих лагеря не раз выступали с заявлениями о достижении успехов в продвижении в изучении этого вопроса, но подобные выводы неверны. Например, подобное подтверждение находится в конце девятнадцатого века в легенде, так широко признанной о том, что масонство было организовано за кулисами Французской революции.
Масонология также имеет дело в основном с воззрениями персоналий, которые раскрывают воображение и разнообразие индивидуальных концепций масонов, которые редко проявляются в качестве эпистемологической дисциплины. Исследование также иногда осложняется внутренними дискуссиями в масонских послушаниях, на такую тему, как масонская регулярность, вопрос о которой не может быть решён таким же образом, как он обычно решается с точки зрения научных методов человечества.

## Историография
Первые масонские документы не различали исторические факты и легенды. История масонологии начинается только в первой половине девятнадцатого века в Германии в историко-критической школе Тюбингена. Этот новый метод изучения масонства превзошёл методы изучения, которые применялись в Англии в конце восемнадцатого века, в исследовательской ложе «Quatuor Coronati».
Во Франции, исследователь, который не принадлежал к масонам, Рене Ле Форестье, проводил первые важные исследования, но он до 1950-х годов действовал как историк и не смог уйти от фактологии и связывал с масонством многие изменения в тех странах, где оно практикуется. В настоящее время самой изученной и наиболее известной является история масонства XVIII века, в частности через импульс приданный французским обществом по изучению истории восемнадцатого века.

## Изучение по странам

### В Бельгии
В Бельгии с 1983 года является председателем университета масонологии — Шеар Теодор Верхаген, штаб-квартира которого располагается в «Свободном университете Брюсселя». В университете на своих конференциях регулярно встречаются специалисты занимающиеся масонлогией, а результаты этих встреч, как итог этих встреч, обзор исследований, регулярно публикуется в масонском издании «Dervy».
Некоторые публикации:
2002 (22 и 23 марта): «Тайна и прозрачность масонства».
2003 (7 и 8 ноября): «Масонская философия и идеология».
2005 (14 ноября): «Масонство в смятении (1939—1945)».
2007 (10 декабря) «Шотландский ключ. Расследование происхождения масонства».
2008 (23 апреля): «Масонская духовность» (Ж. Верден и В. Этьен).
2009 (29 апреля): «Масонство и связи». Конференция и дебаты между масонами, и между Бертраном Фондю (великий мастер Великого востока Бельгии) и Кристианом Лапорте (журналист «Libre Belgique»).
Созданный Эрве Аскиным, институт масонологии, всегда находился под эгидой Великого востока Бельгии, а руководящая роль в Бельгии всегда исторически оставалась за масонами ВВБ. Режиссёром Люком Нефонтэне, знатоком и автором книг о масонстве, были опубликованы работы по историографии, феноменологии и герменевтики масонских символов.

### Во Франции
Французский журнал «Возрождение Традиций» является печатным органом масонских исследований во Франции. Основанный Рене Жюли (Рене Дезагюлье) и в настоящее время руководимый Роже Дашезом и Пьером Молье. Журнал также приводился в качестве авторитетного источника по версии журнала «Freemasonry Today» в октябре 2007 года.
Некоторые местные инициативы привели к созданию ассоциации масонологии — «Друзья возрождения провинциальных традиций».
Институт масонства Франции (ИМФ), также под председательством Роже Дашеза, направлен на повышение информированности о культурном наследии масонства и изучении масонологии. Он находится в ведении научного комитета в составе учёных и историков.
Ложа, изучающая и исследующая наследие Уильяма Престона, находится под эгидой «Французской национальной ложи», которая проводит масонские текущие исследования, в том числе и исторические.
«Институт масонских исследований» (IDERM), работает в рамках Великого востока Франции, который публикует «Хроники масонской истории», а также в течение многих лет собирает знания о масонстве. Французские специалисты, в том числе и из английского послушания, не имеют официальных отношений с ВВФ, однако, внимательно следят за работой IDERM.
Исследовательская ложа Иоанн Скот Эриугена ведёт работу в рамках Великой ложи Франции и публикует свои исследования в вестнике своей исследовательской ложи.

### В Англии
Работа исследовательской ложи «Quatuor Coronati» Объединенной великой ложи Англии и её тесты весьма признаны и пользуются международной репутацией.
«Конрстоунское общество» было создано в 1999 году в целях содействия пониманию смысла и целей масонства.

### В Швейцарии
28 сентября 1985 года, была основана в Берне, по инициативе Джона Бенедикта, «Исследовательская группа Альпина», которая в основном проводит свои исследования в области символики, ритуалов, философии, истории, литературы и искусства в масонстве. Она была официально признана «Великой швейцарской ложи Альпина» в 2002 году.

## Различия
Масонолгия имеет много отсылок к разным авторам, таким как философ Фихте (1762—1814), который был членом братства и который много писал о масонстве, к Лео Апостель и Патрику Негрие.
В масонологии также известны работы из юмористической серии — «Преступность и ложи», которая издаётся с 2007 года в издательстве «J.C. Lattès» Аленом Бауэром и Роже Дашезом, вместе с другой работой — «Таинствами Шанель Роу» о невероятном исследовании в Лондоне загадки происхождения масонства в 1717 году.